# Пакистано-японские отношения
Пакистано-японские отношения — двусторонние дипломатические отношения между Пакистаном и Японией.

## История
Япония стала одной из первых стран, признавших суверенитет Пакистана, через три дня после раздела Британской Индии 14 августа 1947 года. В апреле 1952 года были установлены дипломатические отношения между странами, после окончания оккупации Японии.
Пакистан сыграл важную роль в снятии оккупации, а также в восстановлении экономики Японии за счет массового экспорта и отказа от военных репараций, которые Япония была должна выплатить этой стране. Отношения между странами укрепились в период холодной войны благодаря альянсу Пакистана с возглавляемым США Западным блоком, частью которого была и Япония. Пакистано-японские отношения в целом оставались стабильными, за исключением периода времени, когда Индия и Пакистан подвергались санкциям Японии из-за испытаний ядерного оружия в 1998 году. Однако, затем отношения снова улучшились, и Пакистан получил более 260 млрд иен в виде грантов и помощи из Японии, а также около 3 млрд иен в виде инвестиций. 
После начала осенью 2001 года военной операции в Афганистане правительство Японии объявило о поддержке проводимой операции. В октябре 2001 года 160 японских военнослужащих со стрелковым оружием были размещены на территории Пакистана для охраны складов в Исламабаде.
После сильного землетрясения 8 октября 2005 года в провинции Кашмир правительство Японии отправило в Пакистан гуманитарную помощь, 50 гражданских специалистов (спасателей и медицинский персонал) и подразделение из 200 военнослужащих.
После наводнения в Пакистане летом 2010 года правительство Японии отправило в Пакистан гуманитарную помощь и выделило кредит. 30 августа 2010 в Пакистан было отправлено военное подразделение - авиаотряд (шесть вертолетов армейской авиации для перевозки грузов) и военно-медицинский персонал, которые с 4 сентября до 10 октября 2010 оказывали помощь населению в пострадавших районах. 
По состоянию на 2015 год в Пакистане проживало от 968 до 2000 японских граждан, тогда как около 12708 пакистанских граждан проживало в Японии. В период с 2007 по 2008 год около 20000 японских туристов посетили Пакистан и продолжают проявлять интерес к этой стране, уделяя особое внимание буддийским святыням на территории Пакистана.

## Торговля
В 2018 году Япония экспортировала продукции в Пакистан на сумму 2,1 млрд долларов США. В 2019 году Пакистан экспортировал товаров в Японию на сумму 202,27 млн. долларов США.

## Посольства
- Пакистан имеет посольство в Токио[8].
- Япония содержит посольство в Исламабаде[9].